# Skeeter Best
Skeeter Best (* als Clifton Best am 20. November 1914 in Kinston, North Carolina; † 27. Mai 1985 in Bronx, New York) war ein US-amerikanischer Jazzgitarrist des Swing und des Modern Jazz.

## Leben und Wirken
Skeeter Best lernte bei seiner Mutter, einer Klavierlehrerin, Gitarre und hatte sein Debüt als Profimusiker 1930 in der lokalen Band von Abe Dunn. Er arbeitete zunächst von 1935 bis 1940 bei Slim Marshall und nahm mit Erskine Hawkins auf. Dann spielte er von 1940 bis 1942 im Orchester von Earl Hines, diente während des Zweiten Weltkrieges in der US-Marine. Nach dem Krieg spielte er bei Bill Johnson (1945–1949). Mit Oscar Pettiford tourte er 1951/52 durch Japan und Korea und hatte danach in New York kurz ein eigenes Trio und spielte mit Paul Quinichette. Bekanntheit erlangte er durch seine Mitwirkung an der Soul Brothers-Session mit Ray Charles und Milt Jackson 1957. Ansonsten arbeitete er in New York als freischaffender Musiker, spielte unter anderem 1956 im Modern Jazz Sextet mit Dizzy Gillespie, Sonny Stitt, John Lewis, Percy Heath und Charlie Persip, außerdem mit Kenny Clarke und Sir Charles Thompson; außerdem begleitete er die Sängerinnen Etta Jones und Nellie Lutcher. Skeeter Best nahm Platten mit Milt Hinton, Osie Johnson, Jimmy Rushing, Sonny Stitt, Lucky Thompson auf. In späteren Jahren arbeitete er in der Bronx im Manna House als Lehrer.
Skeeter Best ist von Charlie Christian und Freddie Green beeinflusst. Er war auch als Arrangeur tätig.

## Diskographische Hinweise
- Frankie Laine: Jazz Spectacular (Columbia, 1956)
- Ray Charles - Milt Jackson Sextet: Soul Brothers (Atlantic, 1957)
- Erskine Hawkins: The Complete erskine Hawkins, Vol. 1/2 (RCA, 1939)
- Earl Hines: The Indispensable Earl Hines Vol. 3/4 1939-1945 (RCA)
- Etta Jones: Don't Go To Strangers (OJC, 1960)
- Modern Jazz Sextet (Verve, 1956)
- Paul Quinichette: The Chase And the Steeplechase (RCA, 1953)
- Jimmy Rushing: Rushing Lullabies (Columbia, 1958–59)
- Sonny Stitt: Verve Jazz Masters (Verve, 1955–62)
- Lucky Thompson: Tricotism (Impulse!, 1956)